# ليليانا فرنانديز
ليليانا فرنانديز (بالإسبانية: Liliana Fernández)‏ لاعبة كرة طائرة شاطئية إسبانية. منذ 2012 وهي تلعب مع إلسا باكيريزو حيث شاركوا في أولمبياد 2012 وتم إقصاؤهما في الدور 16 من قبل الإيطاليتين جريتا سيكولاري ومارتا ميناجاتي .

## وصلات خارجية
- ليليانا فرنانديز على موقع الاتحاد الدولي beach volleyball database (الإنجليزية)
- ليليانا فرنانديز على موقع الاتحاد الأوروبي (الإنجليزية)
- ليليانا فرنانديز على موقع قاعدة بيانات الكرة الطائرة الشاطئية (الإنجليزية)
- ليليانا فرنانديز على موقع اللجنة الأولمبية الدولية (الإنجليزية)
- ليليانا فرنانديز على موقع أوليمبيديا (الإنجليزية)